# Ахилеас Папапетру
Ахилеас Николау Папапетру (на гръцки: Αχιλλέας Νικολάου Παπαπέτρου) е виден гръцки физик, допринесъл с изследванията си към общата теория на относителността. Известен е с Уравненията на Матисън-Папапетру-Диксън, Решението на Муджамдар-Папапетру и Координатите на Вайл-Луис-Папапетру.

## Биография
Роден е на 2 февруари 1907 година в българо-влашкото сярско градче Долна Джумая, тогава в Османската империя, днес в Гърция, в семейство на учители. През 1930 завършва Националната мецовска политехника. Докато е студент Папапетру става асистент по математика в катедрата по математика и започва работа като инженер. Печели стипендия и заминава за Щутгартския университет, където следва докторантура под ръководството на Пол Питър Юалд. В Щутгарт започва работа и с Хелмут Хьолн, което се оказва ключово за интереса на Папапетру към теорията на относителността.
През 1935 година Папапетру защитава докторската си дисертация и се завръща в Националната мецовска политехника, където става асистент във Факултета по електротехника, а от 1940 е професор по физика. Води лекции по теория на относителността до 1946, когато е уволнен. Заминава за Дъблинския институт за академични изследвания по покана на Ервин Шрьодингер, с когото работи върху единната теория на полето.
През 1975 година става директор на парижкия институт „Анри Поанкаре“. От 1964 до 1965 е гостуващ учен в Принстънския университет, в периода 1970 – 1971 – във Виенския университет, а от 1972 – в Бостънския университет. През 1977 година се пенсионира, но продължава научната си дейност.
Умира на 2 август 1997 година в Париж на 90-годишна възраст.

## Избрани трудове
Папапетру публикува две книги:
- A. Papapetrou, Spezielle Relativitatstheorie, VEB Deutscher Verlag der Wissenschaften, 1967
- A. Papapetrou, Lectures on General Relativity, D. Reidel, Dordrecht, 1974. ISBN 90-277-0540-2

Автор е на множество статии, сред които са:
- H. Hönl and A. Papapetrou, Über die Selbstenergie und das Gravitationsfeld einer elektrischen Punktladung, Z f Phys 112 (1939) 65; doi: 10.1007/BF01325637
- H. Hönl and A. Papapetrou, Über die innere Bewegung des Elektrons. I., Z f Phys 112 (1939) 512; doi: 10.1007/BF01341246
- A. Papapetrou and H. Hönl, Über die innere Bewegung des Elektrons. II, Z f Phys 114 (1939) 478; doi: 10.1007/BF01329528
- H. Hönl and A. Papapetrou, Über die innere Bewegung des Elektrons. III., Z f Phys 116 (1940) 153; doi: 10.1007/BF01337382
- A. Papapetrou, Gravitationswirkungen zwischen Pol-Dipol-Teilchen, Z f Phys 116 (1940) 298; doi: 10.1007/BF01341450
- Α. Papapetrou, E. Schrödinger, The Point-Charge in the Non-symmetric Field Theory, Nature 168 (1951) 40; doi: 10.1038/168040a0
- Α. Papapetrou, A static solution of the equations of the gravitational field for an arbitrary charge distribution., Proc. Roy. Irish Acad. A 51 (1948) 191
- A. Papapetrou, Spinning test particles in general relativity., I. Proc. R. Soc. A 64, 248 – 258 (1952)
- A. Papapetrou, Eine rotationssymmetrische Lösung in der allgemeinen Relativitätstheorie, Ann. Phys. (Leipzig) 12, 309 – 315 (1953)
- A. Papapetrou, Quelques remarques sur les champs gravitationnels stationnaires. C. R. Acad. Sci. Paris 257, 2797 – 2800 (1963)
- A. Papapetrou, Champs gravitationnels stationnaires à symétrie axiale. C. R. Acad. Sci. Paris 285, 90 – 93 (1964)
- A. Papapetrou, Champs gravitationnels stationnaires à symétrie axiale. Ann. Inst. Henri Poincare IV, 83 – 105 (1966)
- A. Papapetrou, Eine rotationssymmetrische Lösung in der allgemeinen Relativitätstheorie, Ann. Phys. (Leipzig) 12, 309 – 315 (1953)
- A. Papapetrou, Eine Theorie des Gravitationsfeldes mit einer Feldfunktion, Z f Phys 139 (1954) 518; doi: 10.1007/BF01374560